# James Hannington
James Hannington (3 de setembro de 1847 – 29 de outubro de 1885) foi um missionário e mártir anglicano inglês. Ele foi o primeiro bispo anglicano da África Oriental.

## Vida pregressa
Hannington nasceu em 3 de setembro de 1847 em Hurstpierpoint, Sussex, Inglaterra, a cerca de oito milhas de Brighton, onde seu pai administrava um armazém, e fazia parte da família que administrava as lojas de departamentos Hanningtons. Seu pai, Charles Smith Hannington, havia adquirido recentemente a propriedade conhecida como St George's. Durante sua infância, Hannington era um colecionador e ele explodiu seu polegar com pólvora negra.
Para a educação inicial de Hannington, um tutor foi contratado, mas quando ele tinha treze anos foi enviado para a Temple School em Brighton, onde permaneceu pelos próximos dois anos e meio, embora fosse um aluno indiferente.
Hannington deixou a escola aos quinze anos para trabalhar na casa de contabilidade de seu pai em Brighton. Ele obteve uma comissão no 1º Corpo de Voluntários de Artilharia de Sussex em 1864 e ascendeu ao posto de major. Sob seu treinamento e supervisão, seu destacamento ganhou prêmios nas competições anuais do acampamento.

## Ministério
A família era congregacionalista, mas se filiou à Igreja da Inglaterra em 1867. Naquele ano, a capela que o pai de Hannington havia construído no terreno de sua propriedade em 1852 foi licenciada para serviços anglicanos. Aos 21 anos, Hannington decidiu seguir a carreira clerical e entrou na universidade em St Mary Hall, Oxford; ele foi presidente do Red Club e capitão do St Mary Hall Boat. Em 1872, a morte de sua mãe provocou uma mudança na vida de Hannington; ele recebeu seu BA e, em 1º de março de 1874, foi feito diácono (por Frederick Temple, bispo de Exeter, na Catedral de Exeter), e assumiu como pároco de Martinhoe com Trentishoe, Devon. Ordenado sacerdote, em 1875 James tornou-se cura responsável em St George's, Hurstpierpoint, onde permaneceu até se voluntariar para o trabalho missionário na África Oriental em 1882. Ele já estava casado há cinco anos.
Por volta de 1882, Hannington ouviu falar do assassinato de dois missionários nas margens do Lago Vitória. Isso o levou a se oferecer à Sociedade Missionária da Igreja (CMS), e ele deixou a Inglaterra em 17 de maio, zarpando para Zanzibar em 29 de junho, como chefe de um grupo de seis missionários. Debilitado por febre e disenteria, Hannington foi forçado a retornar à Inglaterra em 1883.

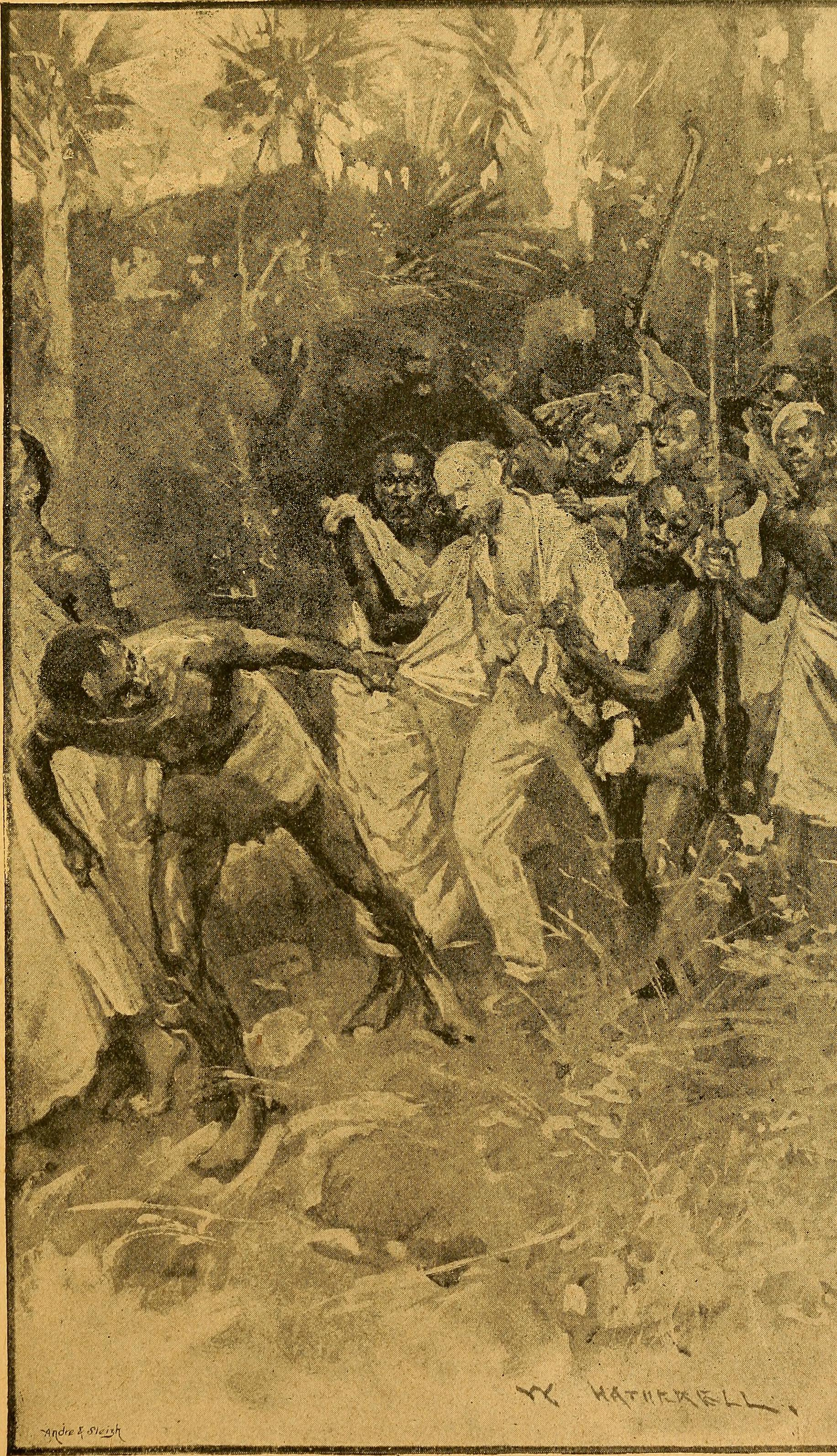
Apreensão do Bispo James Hannington, por William Hatherell

Em 24 de junho de 1884 (Dia de São João Batista), tendo se recuperado, Hannington foi ordenado e consagrado bispo por Edward White Benson, Arcebispo de Canterbury, em St Mary-at-Lambeth, para servir a Sé da África Equatorial Oriental, e em janeiro de 1885, aos trinta e sete anos, Hannington partiu novamente para a África. Sua diocese incluía missões da CMS na costa e no interior de Buganda. Enquanto estava lá, Hannington coletou uma série de conchas que foram descritas por EA Smith em dois artigos nos Annals and Magazine of Natural History.
Após chegar a Freretown, perto de Mombasa, no Quênia, Hannington decidiu abrir caminho por uma estrada mais curta e saudável nas terras altas até Buganda, usando carregadores cristãos e minando a rota de escravos árabes para o sul. Ele estava alheio às consequências políticas de atravessar Busoga, uma área estrategicamente sensível para o estado de Buganda. A repentina intrusão do imperialismo alemão na costa deixou o Cabaca de Buganda, Mwanga II, ainda mais desconfiado dos motivos de Hannington. Um oráculo (emmandwa) havia dito que o conquistador de Buganda viria do leste. Mwanga proibiu Hannington de continuar por Busoga e enviou barcos para levá-lo a Sukumaland, mas Hannington recusou. Junto com sua equipe, ele chegou em segurança a um local perto do Lago Vitória em 21 de outubro, mas, sob as ordens de Mwanga II de Buganda, os missionários foram presos em Busoga pelos chefes Basoga.
Após oito dias de cativeiro, os carregadores de Hannington foram mortos por ordem de Mwanga II e, em 29 de outubro de 1885, o próprio Hannington foi perfurado com lanças em ambos os lados. Ao morrer, suas supostas últimas palavras aos soldados que o mataram foram: "Vão, digam a Mwanga que comprei a estrada para Uganda com meu sangue." Um dos ugandenses guardou o diário de Hannington e o vendeu para uma expedição posterior.

O presbiteriano Alexander Murdoch Mackay, que tinha conhecimento em primeira mão dos eventos do lado Buganda, em cartas datadas de 2 de maio de 1886, escreveu:
Se a questão da rota de Busoga fosse o verdadeiro ponto em questão, o rei só precisaria adotar nosso conselho na época e pedir ao bispo que retornasse às proximidades de Kwa Sundu, em Kavirondo, para onde o barco o havia buscado. Mas ele estava determinado a derramar o sangue de alguém que acreditava ser um europeu de posição superior à de um mero missionário ou viajante comum, como 'um desafio a toda a Europa', como ele mesmo disse... este caso foi absolutamente injustificável e injustificável sob qualquer aspecto, sendo a extensão do crime muito aumentada pelo fato de nossos irmãos virem a convite repetido do próprio rei, embora eles próprios talvez não estivessem cientes desse fato. Além disso, demos ao rei perfeita compreensão de quem eles eram e por que vieram pelo leste, ou seja, para evitar os alemães.
Seguiu-se uma perseguição generalizada aos cristãos, com muitos sendo mortos ou vendidos a traficantes de escravos árabes. Joseph Mukasa Balikuddembe, um católico romano e funcionário da corte de Mwanga, repreendeu o rei pelo ato e foi decapitado por isso. Hannington e seus companheiros estavam entre os primeiros mártires de Uganda.

A localização dos restos mortais de Hannington foi revelada ao Bispo Alfred Tucker em 1892 e seus restos mortais foram sepultados na Catedral de Namirembe. Sua lápide traz a inscrição:
"PRIMEIRO BISPO DA ÁFRICA EQUATORIAL ORIENTAL. MARTIRIZADO EM BUSOGA EM 29 DE OUTUBRO DE 1885 POR ORDEM DE KABAKA MWANGA. SUAS ÚLTIMAS PALAVRAS FORAM: "DIGA AO REI QUE ESTOU PRESTES A MORRER POR BAGANDA E COMPREI A ESTRADA PARA BAGANDA COM A MINHA VIDA". "FELIZES SÃO AQUELES QUE, DE AGORA EM DIANTE, MORREM A SERVIÇO DO SENHOR". APOCALIPSE 14;13[carece de fontes?]
Ele é homenageado pela capela memorial de Hannington na Catedral de Namirembe, Campala, Uganda.
James Hannington é homenageado na Igreja da Inglaterra e na Igreja Episcopal em 29 de outubro. A Igreja Memorial Bispo Hannington, West Blatchington, Hove, Inglaterra, foi inaugurada em 1938.